# Franck Allisio
Franck Allisio, né le 4 août 1980 à Marseille, est un homme politique français.
Président national des « Jeunes actifs » des Républicains à partir de 2011, conseiller ministériel sous Nicolas Sarkozy, il rejoint en 2015 le Front national (devenu Rassemblement national en 2018). Il est élu député dans la 12e circonscription des Bouches-du-Rhône lors des élections législatives de 2022. Il siège au sein du groupe RN.

## Biographie

### Jeunesse et études
Franck Allisio naît le 4 août 1980 à Marseille. Il suit des études de droit et obtient une licence de droit et une maîtrise en droit public à l'université d'Aix-Marseille en 2002. Il obtient un diplôme d'études approfondies en science politique à l'université d'Assas en 2003.

### Parcours politique
Assistant parlementaire à l’âge de 25 ans au Sénat, Franck Allisio devient à 31 ans le président des jeunes actifs de l’UMP.
Il entre au cabinet de Roger Karoutchi pour gérer les relations avec la presse.
Après la défaite de Nicolas Sarkozy à l'élection présidentielle de 2012, il rejoint l'équipe du député de Paris Pierre Lellouche pendant un an et demi . En septembre 2014, il signe un contrat à temps partiel pour rejoindre les collaborateurs parlementaires de Nathalie Kosciusko-Morizet. Neuf mois plus tard, cette dernière met fin au contrat, estimant qu'il était « plus concerné par son destin personnel que par notre travail ».
Il annonce le 13 septembre 2015 à Marseille son ralliement au Front national. Il est alors nommé porte-parole de la campagne régionale de Marion Maréchal-Le Pen en Provence-Alpes-Côte d’Azur. Aux élections sénatoriales de 2020 dans les Bouches-du-Rhône, il est cinquième sur la liste RN conduite par Stéphane Ravier.
Lors de l'élection présidentielle de 2022, il est chargé des argumentaires au sein de l'équipe de campagne de Marine Le Pen.
Aux élections législatives de 2022, il est candidat dans la douzième circonscription des Bouches-du-Rhône. Chef de file du RN dans les Bouches-du-Rhône, il fait investir sa tante et son cousin dans d'autres circonscriptions du département. Il arrive en tête au premier tour avec 36,28 % des voix.
Le 19 juin 2022, il gagne le second tour. Il devient membre de la commission des Finances de l'Assemblée nationale.
Le 28 août 2022, il démissionne de son mandat de conseiller municipal de Marseille afin de se conformer à la loi limitant le cumul de mandats.
Il annonce en juin 2023 « la (re)fondation du RPR en tant que mouvement d'élus et de citoyens souhaitant […] reconstruire la France, tourner la page du macronisme et faire barrage à l'extrême gauche Nupes ». Éric Ciotti, président du parti Les Républicains (LR), héritier du RPR, dénonce une tentative de « s'approprier la marque RPR » et des « petits calculs politiciens ». D'après Le Point, le sigle RPR avait été acquis par un proche de Patrick Buisson après la dissolution du parti en 2002, lequel l'a ensuite revendu au RN une vingtaine d'années plus tard « en vue du coup de com d'Allisio »'.
Il se représente aux élections législatives de 2024 comme candidat dans la douzième circonscription des Bouches-du-Rhône. Il est réélu dès le premier tour en obtenant 54,07 % des voix.
En 2023, il omet de déclarer auprès de la HATVP que deux de ses collaborateurs parlementaires sont employés par la région Provence-Alpes-Côte d’Azur. Selon Marsactu, Allisio entretient la confusion sur les statuts de nombreuses personnes qui militent pour lui et sont employées à l’Assemblée, à la région et à la Ville de Marseille ; la région Provence-Alpes-Côte d'Azur émet un signalement auprès du procureur de la République de Marseille, qui ouvre une enquête pour détournement de biens publics,.
Il se porte candidat aux élections municipales à Marseille de 2026.

## Publication
- L'Union européenne est morte. Vive l'Europe !, Godefroy de Bouillon, 2019  (ISBN 9782841913688)